# Paweł Łukaszewski – Musica Profana 2
Paweł Łukaszewski – Musica Profana 2 – album muzyki współczesnej skomponowanej przez Pawła Łukaszewskiego, a wykonanej przez sopranistkę Annę Mikołajczyk-Niewiedział, baryton Roberta Gierlacha, wiolonczelistkę Joannę Citkowicz, pianistę Wojciecha Świętońskiego, kwartet smyczkowy Nostadema oraz sekstet dęty Trombastic. Druga płyta z serii Musica Profana, która koncentruje się na utworach fortepianowych wybranych przez Świętońskiego. Płytę 12 czerwca 2018 wydała wytwórnia DUX Recording Producers (nr kat. DUX 1296). Nominacja do Fryderyka 2019 w kategorii «Album Roku Muzyka Współczesna».

## Lista utworów
- Souvenir II (1999)
  - 1. Souvenir II [4:04]
- Prawdy ukryte (2015), słowa: Jarosław Iwaszkiewicz
  - 2. Głosy ptaków już opadły [3:30]
  - 3. Tymczasem wspomnij lato [2:38]
  - 4. W zimie sypkie spadną śniegi [4:13]
- Aria (2012)
  - 5. Aria [4:26]
- Mijanie (2016), słowa: Halina Poświatowska
  - 6. Joanno [2:55]
  - 7. Koniugacja [4:03]
- Kwintet fortepianowy (2013)
  - 8. Allegro con ira [6:04]
  - 9. Lento [5:07]
  - 10. q=120 [2:05]
  - 11. d=70 [2:49]
- Osiem piosenek dla dzieci (1993), słowa: Ewa Szelburg-Zarembina
  - 12. Wiosna idzie! [1:20]
  - 13. Do domu! [1:16]
  - 14. W pasiece [1:34]
  - 15. Słonecznik [0:38]
  - 16. Szara godzina [1:36]
  - 17. Dziadzio mrok [1:31]
  - 18. Choinka w lesie [1:36]
  - 19. Ciemny pokój [3:07]
- Concertino for piano and brass (2007)
  - 20. Direct [4:15]
  - 21. Hesitant [4:10]
  - 22. Rondeau [1:49]
- Nokturn (2016)
  - 23. Nokturn / [3:08]

## Wykonawcy
- Wojciech Świętoński – fortepian
- Anna Mikolajczyk-Niewiedział – sopran
- Robert Gierlach – baryton
- Kwartet smyczkowy NOSTADEMA
- Sekstet dęty TROMBASTIC
- Joann Citkowicz – wiolonczela